# Krater Neugrund
Neugrund je meteoritski krater u Estoniji. Promjer kratera je 8 kilometara i prethodno je procijenjeno da je nastao u ordoviciju oko 470 milijuna godina prije današnjice, no kasnija su istraživanja otkrila moguće kambrijsko podrijetlo (oko 535 milijuna godina prije današnjice). Krater se nalazi na morskome dnu. Gromade gnajsa pronađene na obali obližnjega otoka Osmussaara i pretpostavlja se da su tamo izbačene eksplozijom. Pretpostavlja se da je krater Neugrund nastao tijekom ordovicijskoga meteorskog događaja kada je hipotetski veliki asteroid prešao izravno u rezonantnu orbitu s Jupiterom i tako pomaknuo svoju orbitu što je dovelo do njegovog pada na Zemlju.
Ovu atraktivnu teoriju neki znanstvenici dovode u pitanje pošto novija otkrića pomiču starost udara u kambrij.